# HFPO-TA
HFPO-TA ist eine chemische Verbindung, die zu den per- und polyfluorierten Alkylverbindungen (PFAS) gehört und mit HFPO-DA verwandt ist.
HFPO-TA wird als Prozesshilfsstoff bei der Herstellung von fluorierten Polymeren verwendet. Die Verbindung wurde weit verbreitet in Oberflächengewässern gefunden.